# Luxemburg az 1936. évi nyári olimpiai játékokon
Luxemburg a németországi Berlinben megrendezett 1936. évi nyári olimpiai játékok egyik részt vevő nemzete volt.